# Umpferstedt
Umpferstedt település Németországban, azon belül Türingiában. Lakosainak száma 658 fő (2023. december 31.). Umpferstedt Wiegendorf és Kromsdorf községekkel határos.

## Népesség
A település népességének változása:
| Lakosok száma | 608  | 617  | 631  | 638  | 658  |
|               | 2017 | 2019 | 2021 | 2022 | 2023 |